# Beryx decadactylus
Beryx decadactylus, такође познат као алфонсино, врста је дубоководне рибе из породице Berycidae и реда Beryciformes. Може се наћи у умјереним и суптропским водама океана готово у цијелом свијету. Обично је повезана са дубокоморским коралима. Одрастају на дну океана и траже плијен дуж морског дна, прије свега рибе, главоношце и ракове. Као и остали чланови његове породице, ова риба је изузетно дуговјечна, с јединкама које могу достићи старост и до 69 година, а можда и дуже. Може порасти до величине од 100 центиметара, а тежити и до 2,5 килограма. Мета је комерцијалног риболова. Ниска стопа репродукције и вријеме потребно за сазријевање младих јединки чине ову рибу угроженом због ширења дубокоморског риболова, али је према МУЗП-у ова риба рангирана као врста за коју постоји мали ризик од изумирања. 

## Историјска позадина
Први научни опис ове рибе написао је 1829. године Жорж Кивје у трећем тому његове ихтиолошке збирке, која се састојала од 22 тома, Histoire Naturelle des Poissons. Он је ову рибу назвао Beryx dodecadactylus. Ихтиолог Џ. Е. Мол ју је 1990. године преименовао у Beryx decadactylus. Етимологија њеног имена је нејасна, вјероватно потиче од грчког имена за врсту рибе, али за коју врсту је првобитно коришћено остаје непознато.

## Опис
Ова јединка има велике очи и спљоштено тијело. Риба је црвене боје на леђима и наранџаста одоздо. Остатак тијела је сребрнасто розе боје, док су груди жуто-бијеле боје. Пераја и унутрашњост уста су јарко црвене боје. Подрепна пераја су изразито већа него код многих врста риба и њена репна пераја су рачваста. Јарко црвена боја ове врсте је начин да се прилагоди дубоководном окружењу, гдје се црвена боја филтрира из свјетлосног спектра. Иако је најчешћа величина 35,0 центиметара, може достићи и дужину до 100,0 центиметара. Максимална објављена тежина за ову рибу јесте 2,5 килограма. Младунци имају бодље на глави, док одрасле јединке немају.

## Распрострањеност и станиште
Налази се широм свијета у суптропским и умјереним водама. Може се наћи у водама од сјеверног Гренланда и Исланда до Бразила, западног Атлантика и југа Африке. У Индо-Пацифику се може наћи од југоисточне Африке до Јапана, Аустралије и Новог Зеланда. Такође је пријављена појава ове рибе и на обалама Аргентине и Хаваја. Сматра се да је има више и у западном Тихом океану него што то биљеже подаци, због недостатка риболова у дубинама у овом подручју. 
Залази у дубине од 110 до 1.000 метара. Преко дана остаје у дубљим водама, а ноћу прелази у плитке воде. У источном Атлантику креће се у дубинама од 350 до 600 метара, док се у западном Атлантику креће у дубинама између 100 и 972 метра. Највећа дубина у коју залази јесте у Индо-Тихом океану, гдје износи и 1.000 метара, у водама Аустралије, Новог Зеланда, Нове Каледоније, Мадагаскара, Кореје, Јапана, Нове Гвинеје, Хаваја, итд.

## Биологија и екологија
Обитавају дању у већим дубинама, док ноћу мигрирају вертикално у плитке воде. Њихови основни извори хране су ракови, главоношци и мале рибе које су најзначајнији оброк у њиховој исхрани.
Ова риба је економски битна, јер је честа у риболову. Од важности је у Шпанији и Мауританији, југоисточном дијелу Сједињених Америчких Држава, Јапану, те на Канарским острвима, итд. Од свих врста из ове породице, ова јединка чини 95% улова. 
Размножавање ове јединке се дешава у љетњим мјесецима, од јуна до септембра, мада се мужјаци могу репродуковати током цијеле године. Рибе испуштају јаја више пута током продужене сезоне мријеста, а не у кратком периоду. Јаја и ларве су епипелагични, те се задржавају близу површине океана. Јаја се излијегу након отприлике 27 сати, а ларве су у почетку величине 1,5 до 3,0 милиметара, препознатљиве пигментом у близини мозга. Ова јединка достиже сексуалну зрелост након 4 године живота и тада је величине око 30 центиметара, при чему су женке нешто мало веће од мужјака. Расту споро, што је уобичајено за чланове ове породице. Поједине рибе су ухваћене у доби од 69 година. Њихова стварна максимална старост, међутим, није позната, а процјене се крећу чак и до 85 година.